# Matteo Andreoletti
Matteo Andreoletti (Alzano Lombardo, 30 gennaio 1989) è un allenatore di calcio ed ex calciatore italiano, di ruolo portiere, tecnico del Padova.

## Carriera

### Giocatore
Nato ad Alzano Lombardo, in provincia di Bergamo, cresce nel settore giovanile dell'Atalanta dove fa il suo esordio nel Campionato Primavera nella stagione 2007-2008 raccogliendo 27 presenze in campionato, oltre a sei apparizione al Torneo di Viareggio dove conquista il terzo posto contro il Vicenza (1-0). Nell'estate del 2008 viene ceduto in prestito in Lega Pro Prima Divisione al Lecco. Il 19 ottobre successivo fa il suo debutto tra i professionisti in occasione dell'ottava giornata di campionato, dopo l'espulsione del titolare Orlandi, subentrando a quindici minuti dal termine nel pareggio per 2-2 contro il Ravenna. Compie il suo esordio da titolare nella gara successiva contro il Verona, in un pareggio a reti bianche. Al termine della stagione, la prima tra i professionisti, totalizza 9 presenze in campionato.
Nell'estate successiva viene ceduto in prestito in Lega Pro Seconda Divisione alla Pro Sesto. Qui diventa subito titolare esordendo nella prima giornata di campionato del 23 agosto 2009 nella sconfitta esterna contro lo Spezia per 1-0. Nonostante la titolare nel girone d'andata, con diciannove gare giocate su venti, durante la sessione invernale di calciomercato viene richiamato alla base per poi essere ceduto nuovamente in prestito al Lecco in Prima Divisione. Tuttavia trova poco spazio scendendo in campo in sole due occasioni e retrocedendo al termine della stagione, chiusa in ultima posizione.
All'inizio della nuova stagione viene ceduto a titolo definitivo alla Pro Patria, militante in Lega Pro Seconda Divisione. Debutta con i biancoblù il 24 ottobre successivo nella vittoria per 2-0 contro il Rodengo Saiano. Nel corso della stagione colleziona altre dieci presenze, l'ultima delle quali nella finale d'andata dei play-off contro la Feralpisalò pareggiata per 1-1 e poi persa nella gara di ritorno. Nella stagione successiva rimane alla Pro Patria dove dal mese di ottobre diventa titolare tranne che all'inizio del nuovo anno a causa di una frattura alla mano. Chiude la sua seconda ed ultima stagione con i Tigrotti con 24 presenze totali. Dopo essere rimasto svincolato per la prima metà di stagione, nel gennaio del 2013 si trasferisce al Verbano, militante in Serie D al Verbano con il quale scende in campo in 17 occasioni per poi ritirarsi, all'età di 24 anni.

### Allenatore

#### Gli inizi e Seregno
Subito dopo il ritiro dal calcio giocato, inizia a frequentare il corso per l'abilitazione ad allenatore di base UEFA B presso il Settore Tecnico a Coverciano e nell'estate del 2013 torna a Lecco, impegnato nel campionato di Serie D, nel ruolo di preparatore dei portieri sotto la guida di Giuseppe Maria Butti fino a novembre dello stesso anno a seguito delle sue dimissioni. Ricopre questa carica anche con gli arrivi di Gabriele Ratti e Rocco Cotroneo. La stagione successiva disputa la sua prima annata da allenatore tornando alla Pro Patria, dopo l'esperienza da giocatore, impegnata nel Campionato Berretti dove si classifica in undicesima posizione su sedici partecipanti.
Il 5 aprile 2016 diventa il nuovo allenatore del Seregno, militante in Serie D, subentrando a Rocco Cotroneo alla trentaquattresima giornata con la squadra che si trova in terza posizione. Esordisce in panchina, per la prima volta, cinque giorni dopo nella vittoria casalinga per 2-1 contro la Pergolettese. Chiude il campionato in terza posizione che valgono l'accesso ai play-off per il ripescaggio dove, dopo aver vinto la semifinale per 2-0 contro il Ciliverghe, in finale pareggio 2-2 contro il Lecco ma non vince in virtù del piazzamento in campionato a sfavore. Pochi giorni dopo viene confermato anche per la stagione successiva. Dopo un inizio di stagione che ha visto la squadra a metà classifica, il 28 novembre 2016, a seguito del pareggio a reti bianche con il Lecco, viene sollevato dall'incarico. Solamente due settimane dopo viene richiamato dalla società lombarda alla guida della squadra con la quale conclude la stagione in nona posizione. Nella sua terza stagione alla guida del Seregno viene esonerato il 5 febbraio 2018 mentre la squadra si trova in zona retrocessione e con sole due vittorie all'attivo.

#### Inveruno e Sanremese
Il 23 maggio 2018 viene ufficializzato come nuovo tecnico dell'Inveruno, militante in Serie D, nella stagione successiva stagione. Debutta il 16 settembre successivo con una sconfitta per 4-2 contro il Lecco. La sua prima vittoria arriva già dal turno successivo dove ha la meglio sull'Arconatese per 6-2. Al termine del campionato la squadra si classifica in quinta posizione che gli permette di qualificarsi per i play-off che vince, dopo aver battuto in semifinale l'Unione Sanremo per 1-0, contro il Ligorna per 3-2. Rimane all'Inveruno anche la stagione seguente che si rivela opposta alla precedente venendo esonerato al termine del girone d'andata con la squadra in penultima posizione.
Nel gennaio 2021 viene annunciato come nuovo allenatore della Sanremese che disputa il campionato di Serie D. Debutta il 17 gennaio successivo nel pareggio per 1-1 contro l'Imperia. La prima vittoria arriva nella giornata successiva grazie al successo per 1-0 contro il Vado. Conclude il girone di ritorno al quinto posto perdendo per 1-0 la semifinale play-off contro la Castellanzese. Il 20 luglio successivo viene confermato alla guida della squadra. Si migliora chiudendo il campionato in seconda posizione e perdendo la finale play-off per 1-0 contro Città di Varese.

#### Pro Sesto e Benevento
Il 21 giugno 2022 viene comunicato il suo ritorno alla Pro Sesto, questa volta nelle vesti di allenatore, militante in Serie C. La sua avventura non inizia nel migliore dei modi con la sconfitta nella prima giornata di campionato del 3 settembre contro il Vicenza per 6-1. Dopo un pareggio ed un'altra sconfitta, la prima vittoria arriva alla quarta giornata in casa del Lecco per 2-0. La stagione si rivela molto positiva ed al termine del girone d'andata la squadra si contende le posizioni di vertice. All'indomani della vittoria del 5 febbraio 2023 sul campo della Triestina per 2-0, la Pro Sesto si trova per la prima, ed unica, volta in stagione in vetta al campionato. Sul finire del campionato la squadra subisce una leggera flessione che gli permette comunque di chiudere in quarta posizione con 60 punti conquistando i play-off. Al secondo turno si impongono sul Renate grazie al posizionamento a favore dopo il pareggio per 1-1, mentre al terzo turno sfidando il Vicenza riuscendo ad avere la meglio nella gara d'andata per 2-1 ma al ritorno vengono eliminati perdendo 2-0.
Il 3 luglio 2023 diventa il nuovo allenatore del Benevento, militante in Serie C. Dopo una sconfitta nella prima giornata di campionato contro la Turris per 3-1, trova la prima vittoria nella gara successiva dell'11 settembre per 1-0 contro la Virtus Francavilla. Dopo un ottimo inizio di stagione che vede la squadra nelle posizioni di testa, dal mese di novembre il rendimento inizia a calare ed il 23 dicembre successivo in seguito alla sconfitta per 4-0 contro il Catania, arrivata dopo altre due sconfitte ed un pareggio nello stesso mese, viene sollevato dall'incarico.

#### Padova
Il 14 giugno 2024 viene comunicato di aver trovato l'accordo per diventare l'allenatore del Padova, preparando ad affrontare la sua terza stagione in Serie C. Debutta sulla panchina dei biancoscudati il 4 agosto successivo nel turno preliminare di Coppa Italia perso per 3-1 in casa del Cesena. La prima vittoria arriva due settimane più tardi, il 18 agosto, nel secondo turno di Coppa Italia Serie C vinto per 3-2 ai tempi supplementari contro la Feralpisalò. In campionato parte subito forte con la vittoria allo Stadio Euganeo contro il Trento per 3-0 nella prima giornata di campionato. La squadra di Andreoletti è uno schiacciasassi ed il primo pareggio in campionato arriva solo alla settima giornata in casa della Pro Patria pareggiando per 1-1. La gara successiva arriva il derby con il Vicenza che viene vinto per 1-0 grazie alla rete di Liguori e permette di allungare sugli inseguitori in classifica. La vittoria contro l'Union Clodiense per 2-1 chiude il girone d'andata con 51 punti fatti eguagliando il Catanzaro come squadra con il record di punti fatti nel girone d'andata. La prima sconfitta in campionato arriva il 1° febbraio sul campo della Virtus Verona per 1-0. Da qui in poi la squadra subisce una flessione nelle gare disputate fuori casa, mentre tra le mura amiche vince sempre, subendo il sorpasso da parte del Vicenza in seguito al pareggio esterno contro l'Atalanta U23. Dopo la vittoria contro il Lecco (2-1), i biancoscudati tornano a vincere in trasferta il 13 aprile di misura contro la Triestina, con la rete di Bortolussi, che permette di effettuare il controsorpasso sui rivali a due giornate dal termine. Il 25 aprile 2025 il pareggio a reti bianche contro il Lumezzane consente al Padova di vincere il Girone A di Serie C tornando in Serie B per la prima volta dopo 6 anni, con Andreoletti che diventa l'allenatore più giovane ad aver mai vinto un campionato di Serie C. Il Padova chiude il campionato con 86 punti fatti oltre al miglior attacco e alla miglior difesa. Grazie a questa vittoria i patavini partecipano alla Supercoppa Serie C dove vincono la prima gara contro l'Avellino per 1-0 ma si devono piegare contro la Virtus Entella a cinque minuti dal termine non aggiudicandosi il trofeo.
Il 12 luglio successivo viene annunciato il suo rinnovo del contratto che lo lega al Padova fino al 30 giugno 2028.

## Statistiche

### Presenze e reti nei club
| Stagione          | Squadra           | Campionato        | Campionato | Campionato | Coppe nazionali | Coppe nazionali | Coppe nazionali | Coppe continentali | Coppe continentali | Coppe continentali | Altre coppe | Altre coppe | Altre coppe | Totale | Totale |
| Stagione          | Squadra           | Comp              | Pres       | Reti       | Comp            | Pres            | Reti            | Comp               | Pres               | Reti               | Comp        | Pres        | Reti        | Pres   | Reti   |
| ----------------- | ----------------- | ----------------- | ---------- | ---------- | --------------- | --------------- | --------------- | ------------------ | ------------------ | ------------------ | ----------- | ----------- | ----------- | ------ | ------ |
| 2008-2009         | Lecco             | 1D                | 9          | -7         | CI-LP           | -               | -               | -                  | -                  | -                  | -           | -           | -           | 9      | -7     |
| 2009-gen. 2010    | Pro Sesto         | 2D                | 19         | -33        | CI-LP           | -               | -               | -                  | -                  | -                  | -           | -           | -           | 19     | -33    |
| gen.-giu. 2010    | Lecco             | 1D                | 2          | -4         | CI-LP           | -               | -               | -                  | -                  | -                  | -           | -           | -           | 2      | -4     |
| Totale Lecco      | Totale Lecco      | Totale Lecco      | 11         | -11        |                 | 0               | 0               |                    | -                  | -                  |             | -           | -           | 11     | -11    |
| 2010-2011         | Pro Patria        | 2D                | 10+1       | -8 + -1    | CI-LP           | -               | -               | -                  | -                  | -                  | -           | -           | -           | 11     | -9     |
| 2011-2012         | Pro Patria        | 2D                | 23         | -17        | CI+CI-LP        | 1+0             | -4              | -                  | -                  | -                  | -           | -           | -           | 24     | -21    |
| Totale Pro Patria | Totale Pro Patria | Totale Pro Patria | 34         | -26        |                 | 1               | -4              |                    | -                  | -                  |             | -           | -           | 35     | -30    |
| gen.-giu. 2013    | Verbano           | D                 | 17         | -21        | CI-D            | -               | -               | -                  | -                  | -                  | -           | -           | -           | 17     | -21    |
| Totale carriera   | Totale carriera   | Totale carriera   | 81         | -91        |                 | 1               | -4              |                    | -                  | -                  |             | -           | -           | 82     | -95    |

### Statistiche da allenatore
Statistiche aggiornate al 17 maggio 2025. In grassetto le competizioni vinte.
| Stagione         | Squadra          | Campionato       | Campionato | Campionato | Campionato | Campionato | Coppe nazionali | Coppe nazionali | Coppe nazionali | Coppe nazionali | Coppe nazionali | Coppe continentali | Coppe continentali | Coppe continentali | Coppe continentali | Coppe continentali | Altre coppe | Altre coppe | Altre coppe | Altre coppe | Altre coppe | Totale | Totale | Totale | Totale | % Vittorie | Piazzamento     |
| Stagione         | Squadra          | Comp             | G          | V          | N          | P          | Comp            | G               | V               | N               | P               | Comp               | G                  | V                  | N                  | P                  | Comp        | G           | V           | N           | P           | G      | V      | N      | P      | %          | Piazzamento     |
| ---------------- | ---------------- | ---------------- | ---------- | ---------- | ---------- | ---------- | --------------- | --------------- | --------------- | --------------- | --------------- | ------------------ | ------------------ | ------------------ | ------------------ | ------------------ | ----------- | ----------- | ----------- | ----------- | ----------- | ------ | ------ | ------ | ------ | ---------- | --------------- |
| apr.-giu. 2016   | Seregno          | D                | 5+2        | 2+1        | 2+1        | 1+0        | CI-D            | -               | -               | -               | -               | -                  | -                  | -                  | -                  | -                  | -           | -           | -           | -           | -           | 7      | 3      | 3      | 1      | 42,86      | Sub., 3º        |
| 2016-2017        | Seregno          | D                | 32         | 11         | 11         | 10         | CI+CI-D         | 2+1             | 0+0             | 1+0             | 1+1             | -                  | -                  | -                  | -                  | -                  | -           | -           | -           | -           | -           | 35     | 11     | 12     | 12     | 31,43      | Eson., Sub., 9º |
| 2017-feb. 2018   | Seregno          | D                | 25         | 2          | 14         | 9          | CI-D            | 1               | 0               | 1               | 0               | -                  | -                  | -                  | -                  | -                  | -           | -           | -           | -           | -           | 26     | 2      | 15     | 9      | &7,69      | Eson.           |
| Totale Seregno   | Totale Seregno   | Totale Seregno   | 83         | 29         | 32         | 22         |                 | 8               | 2               | 3               | 3               |                    | -                  | -                  | -                  | -                  |             | -           | -           | -           | -           | 91     | 31     | 35     | 25     | 34,07      |                 |
| 2018-2019        | Inveruno         | D                | 34+2       | 15+2       | 9          | 10         | CI-D            | 1               | 0               | 0               | 1               | -                  | -                  | -                  | -                  | -                  | -           | -           | -           | -           | -           | 37     | 17     | 9      | 11     | 45,95      | 5º              |
| lug.-dic. 2019   | Inveruno         | D                | 19         | 3          | 4          | 12         | CI-D            | 4               | 2               | 2               | 0               | -                  | -                  | -                  | -                  | -                  | -           | -           | -           | -           | -           | 23     | 5      | 6      | 12     | 21,74      | Eson.           |
| Totale Inveruno  | Totale Inveruno  | Totale Inveruno  | 55         | 20         | 13         | 22         |                 | 5               | 2               | 2               | 1               |                    | -                  | -                  | -                  | -                  |             | -           | -           | -           | -           | 60     | 22     | 15     | 23     | 36,67      |                 |
| gen.-giu. 2021   | Sanremese        | D                | 25+1       | 13         | 8          | 4+1        | -               | -               | -               | -               | -               | -                  | -                  | -                  | -                  | -                  | -           | -           | -           | -           | -           | 26     | 13     | 8      | 5      | 50,00      | Sub., 5º        |
| 2021-2022        | Sanremese        | D                | 38+2       | 23         | 8+1        | 7+1        | CI-D            | 3               | 2               | 1               | 0               | -                  | -                  | -                  | -                  | -                  | -           | -           | -           | -           | -           | 43     | 25     | 10     | 8      | 58,14      | 2º              |
| Totale Sanremese | Totale Sanremese | Totale Sanremese | 66         | 36         | 17         | 13         |                 | 3               | 2               | 1               | 0               |                    | -                  | -                  | -                  | -                  |             | -           | -           | -           | -           | 69     | 38     | 18     | 13     | 55,07      |                 |
| 2022-2023        | Pro Sesto        | C                | 38+3       | 16+1       | 12+1       | 10+1       | CI-C            | 1               | 0               | 0               | 1               | -                  | -                  | -                  | -                  | -                  | -           | -           | -           | -           |             | 42     | 17     | 13     | 12     | 40,48      | 4º              |
| lug.-dic. 2023   | Benevento        | C                | 19         | 8          | 6          | 5          | CI-C            | 1               | 0               | 1               | 0               | -                  | -                  | -                  | -                  | -                  | -           | -           | -           | -           | -           | 20     | 8      | 7      | 5      | 40,00      | Eson.           |
| 2024-2025        | Padova           | C                | 38         | 26         | 8          | 4          | CI+CI-C         | 1+2             | 0+1             | 0+0             | 1+1             | -                  | -                  | -                  | -                  | -                  | SC-C        | 2           | 1           | 0           | 1           | 43     | 28     | 8      | 7      | 65,12      | 1º (prom.)      |
| 2025-2026        | Padova           | B                | 0          | 0          | 0          | 0          | CI              | 1               | 0               | 0               | 1               | -                  | -                  | -                  | -                  | -                  | -           | -           | -           | -           | -           | 1      | 0      | 0      | 1      | &0,00      | in corso        |
| Totale Padova    | Totale Padova    | Totale Padova    | 38         | 26         | 8          | 4          |                 | 4               | 1               | 0               | 3               |                    | -                  | -                  | -                  | -                  |             | 2           | 1           | 0           | 1           | 44     | 28     | 8      | 8      | 63,64      |                 |
| Totale carriera  | Totale carriera  | Totale carriera  | 283        | 123        | 85         | 75         |                 | 18              | 5               | 6               | 7               |                    | -                  | -                  | -                  | -                  |             | 2           | 1           | 0           | 1           | 303    | 129    | 91     | 83     | 42,57      |                 |

## Palmarès

### Allenatore

#### Competizioni nazionali
- Serie C: 1

Padova: 2024-2025 (girone A)